# 通江千佛岩摩崖造像
通江千佛岩石窟位於四川省通江縣諾江鎮，文物遺址年代判定為唐。1961年7月13日公佈為四川省第二批歷史及革命文物保護單位。1980年7月7日四川省重新公佈第一批文物保護單位時因毀壞而註銷。1996年9月16日重新公佈為四川省第四批省級文物保護單位。2006年5月25日公佈為第六批全國重點文物保護單位。